# Felipe de Carolis
Felipe de Carolis (Rio de Janeiro, 20 de dezembro de 1987) é um ator, diretor e roteirista brasileiro. Possui bacharelado em Cinema e em Artes Cênicas pela PUC-Rio.
É fundador da E-Merge e atua como curador da obra do dramaturgo Wajdi Mouawad na América Latina.

## Biografia
Nascido em 1987, Felipe iniciou sua trajetória artística aos 8 anos no Tablado. Em 2010, formou-se como bacharelado em Cinema pela PUC-Rio, e, em 2011, concluiu seu segundo bacharelado em Artes Cênicas, também pela pela PUC-Rio. 
Em 2012, Felipe idealizou e fundou a E-Merge, uma produtora multicultural com o objetivo de promover contribuições significativas para o desenvolvimento cultural, priorizando a inclusão e a coparticipação de diversas expressões artísticas. A iniciativa reflete a formação artística plural de Felipe, influenciada por países de língua inglesa e francesa, e valoriza a singularidade de cada indivíduo como fonte de potência e qualidade.
Em 2015 atuou na super série "Verdades Secretas", dirigida por Mauro Mendonça Filho, na TV Globo, que vence o Emmy Internacional, além de participar das novelas "Cobras e Lagartos", "Aquele Beijo", "Amor Eterno Amor" e da série "Sob Pressão".
Lança o filme "O Escaravelho do Diabo", de Carlo Milani, em 2015. além disso, é um dos protagonistas do musical "We Will Rock You", dirigido por e escalado por Brian May, inaugurando o Teatro Santander. Estrela a peça "Céus", novamente sob a direção de Aderbal Freire Filho, indicada ao prêmio QUEM de melhor ator.
Ainda em 2016, protagoniza os filmes "Acromático" e "Verdade Verdadeira" e participa do telefilme francês "À Quelle Heure". É ator convidado na "Comédia MTV de Verão", com Tatá Werneck, e atua em "A Visita da Velha Senhora", dirigido por Bernardo Jablonski, sendo indicado ao Prêmio de Melhor Ator no 10º Festival Internacional de Humor e no Festival Tapias por " Incontratos". Retoma a parceria com Aderbal e Wajdi e produz a estrela "Céus", indicada ao prêmio QUEM, APTR e Aplauso como melhor ator.
Na sequência, estrela o revival do musical "PIPPIN", de Stephen Schwartz, como protagonista e produtor. Também integra o elenco original brasileiro de "Spring Awakening" em 2009 e 2010, e interpreta Brad no musical "The Rocky Horror Show", sendo eleito Ator do Ano pela DropsMagazine e indicado aos prêmios Drops e Aplauso. Nos últimos anos, estrela musicais produzidas pela Aventura: "O Despertar da Primavera" (Ernst) e "Beatles num Céu de Diamantes" (Penny), sempre como solista.
Foi no ano de 2022 que conquistou seu primeiro protagonista absoluto no cinema, no filme Nosso Lar 2: Os Mensageiros, produção da Star+ e Disney+, que aposta na sequência da franquia “Nosso Lar (filme)”. Esse marco consolidou sua presença no cinema nacional e destacou seu talento em uma das maiores bilheterias do país.

## Controvérsia
Em julho de 2023, Felipe de Carolis expôs mensagens comprometedoras que teriam sido enviadas pelo autor Gilberto Braga. Felipe disse ter denunciado o dramaturgo por assédio no compliance da Globo, mas as investidas de Braga continuaram por mais cinco anos.

## Filmografia

### Televisão
| Ano  | Título             | Personagem    | Nota                                         |
| ---- | ------------------ | ------------- | -------------------------------------------- |
| 2005 | Floribella         | Thiago        |                                              |
| 2006 | Cobras & Lagartos  | Lipe          |                                              |
| 2010 | Ribeirão do Tempo  | Arthur        |                                              |
| 2011 | Aquele Beijo       | Rafael        |                                              |
| 2011 | Macho Man          | Nando         | Episódio: "8 de julho"                       |
| 2011 | A Mulher Invisível | Marcinho      |                                              |
| 2012 | Amor Eterno Amor   | Beto          |                                              |
| 2015 | Verdades Secretas  | Sam Nunes     | Temporada 1                                  |
| 2017 | Sob Pressão        | Dadi          | Episódio: "6"                                |
| 2019 | Ninguém Tá Olhando | Marcos Veloso | Episódio: "5" Episódio: "O Que é Imortal..." |

### Cinema
| Ano  | Título                      | Personagem | Nota                           |
| ---- | --------------------------- | ---------- | ------------------------------ |
| 2011 | Acromático                  | Pedro      | Curta-metragem                 |
| 2012 | Verdade Verdadeira          | Charlie    | Curta-metragem; também diretor |
| 2016 | O Escaravelho do Diabo      | Daniel     |                                |
| 2024 | Nosso Lar 2: Os Mensageiros | Otávio     |                                |

## Teatro
| Ano                    | Título                       |
| ---------------------- | ---------------------------- |
| 2020                   | Sede                         |
| 2018/ 2017/ 2016       | Céus                         |
| 2017/2016              | Rocky Horror Show            |
| 2016                   | We Will Rock You             |
| 2016/ 2015/ 2014/ 2013 | Incêndios                    |
| 2012/2011              | Beatles Num Céu de Diamantes |
| 2010/2009              | O despertar da Primavera     |
| 2008                   | A Visita                     |
| 2007                   | Incontratos                  |

## Prêmios e Indicações
| Ano  | Prêmio                          | Categoria                     | Trabalho                 | Resultado | Ref   |
| ---- | ------------------------------- | ----------------------------- | ------------------------ | --------- | ----- |
| 2008 | Festival TAPIAS                 | Melhor Ator                   | Incontratos              | Indicado  |       |
| 2008 | Festival Internacional de Humor | Melhor Ator                   | Incontratos              | Venceu    |       |
| 2010 | Prêmio Arte Qualidade Brasil    | Melhor Ator Coadjuvante       | O Despertar da Primavera | Indicado  |       |
| 2011 | Prêmio Arte Qualidade Brasil    | Melhor Elenco                 | O Despertar da Primavera | Venceu    |       |
| 2014 | Troféu APCA                     | Melhor Ator                   | INCÊNDIOS                | Indicado  |       |
| 2014 | Prêmio APTR                     | Melhor Ator                   | INCÊNDIOS                | Indicado  |       |
| 2014 | Prêmio APTR                     | Melhor Peça (Produtor e ator) | INCÊNDIOS                | Venceu    |       |
| 2014 | Prêmio Cenym de Teatro          | Melhor Ator Coadjuvante       | INCÊNDIOS                | Indicado  | [ 2 ] |
| 2015 | Prêmio Aplauso Brasil de Teatro | Melhor Elenco                 | INCÊNDIOS                | Venceu    | [ 3 ] |
| 2016 | Premio Aplauso Brasil           | Melhor Ator Coadjuvante       | Rocky Horror Show        | Indicado  |       |
| 2016 | Premio Aplauso Brasil           | Melhor Elenco                 | Rocky Horror Show        | Venceu    |       |
| 2017 | Prêmio Quem de Teatro           | Melhor Ator                   | Céus                     | Indicado  | [ 4 ] |